# 성감별
성감별(性鑑別)은 출생 후 또는 부화 후에 성별을 판단하는 것을 말한다. 사람의 경우 종종 태아 성감별을 통해 자신이 선호하는 성의 아이가 아닐 경우 낙태를 하는 경우가 있었어서 심각한 성불균형을 초래하기도 했었었다. 한국에서는 태아 성감별이 불법이었다가 헌법재판소 태아의 성별고지 금지 사건에 의해 헌법불합치 판단을 받았다.

## 같이 보기
- 남아선호사상